# Leonor, Prințesă de Asturia
Leonor, Prințesă de Asturia (Leonor de Todos los Santos de Borbón Ortiz, n. 31 octombrie 2005) este primul copil al Regelui Felipe al VI-lea și al soției lui, Regina Letizia a Spaniei, și deci prima în ordinea succesiunii la tronul Spaniei. Ca moștenitoare a tronului, a primit titlul de Alteța Sa Regală, Prințesă de Asturia. Are o soră mai mică, Infanta Sofía.

## Biografie
Prințesa Leonor s-a născut prin cezariană pe 31 octombrie 2005, la ora 01:46, la Clinica Internațională Ruber din Madrid . La naștere a cântărit 3,5 kg și a avut 47 cm lungime. Nașterea ei a fost anunțată de familia regală presei prin SMS. Leonor a părăsit clinica Ruber cu părinții ei la 7 noiembrie 2005.
A fost botezată la Palatul Zarzuela de arhiepiscopul Madridului, Antonio Rouco Varela, la 14 ianuarie 2006. Ca și tatăl ei în 1968, Leonor a fost botezată în apă din râul Iordanului, potrivit tradiției familiei regale spaniole. Nașii ei au fost bunicii paterni, regele Juan Carlos și regina Sofia a Spaniei.

## Educație și rol regal
Prințesa Leonor, precum și sora ei mai mică, Sofía, studiază în prezent la școala Santa María de los Rosales din Aravaca, lângă Madrid, unde a învățat și tatăl lor.
La 18 iunie 2014, regele Juan Carlos I al Spaniei a semnat actul de abdicare care a intrat în vigoare la 19 iunie 2014. Tatăl Infantei Leonor, Prințul Felipe de Asturia, a devenit astfel regele Felipe al VI-lea al Spaniei, iar Leonor a devenit moștenitoarea tronului și Prințesă de Asturia.
La nașterea Prințesei Leonor au existat discuții în Spania despre schimbarea prevederilor constituționale privind succesiunea la tron, pentru a se elimina sistemul primogeniturii cognatice cu preferință masculină (potrivit căruia bărbații au prioritate față de surorile lor în ordinea succesiunii). Nu s-a luat însă nicio măsură concretă în acest sens, iar după ce s-a născut Infanta Sofía, discuțiile au stagnat.
Dacă Leonor va urca pe tron, cum este de așteptat, va fi prima regină domnitoare de la Isabela a II-a, care a domnit în perioada 1833-1868. Cu o zi înainte de a împlini 10 ani, tatăl ei i-a acordat Ordinul Lâna de Aur.